# Arroio Santo Agostinho
O Arroio Santo Agostinho é um arroio da cidade de Porto Alegre, capital do estado brasileiro do Rio Grande do Sul. Sua bacia hidrográfica possui uma área aproximada de 14,77 km², localizada na Zona Norte da cidade.
Deságua no Arroio Feijó, através de um banhado.

## Controle de vetores
Periodicamente, técnicos da Coordenadoria Geral de Vigilância em Saúde (CGVS) aplicam larvicida no arroio Santo Agostinho para o controle de mosquitos comuns, utilizando um produto biológico inofensivo para os animais aquáticos e mamíferos.

## Projeto "Arroio é Vida"
Em maio de 2008, moradores e alunos de um escola pública da região do arroio Santo Agostinho promoveram um projeto chamado "Arroio é Vida", juntamente com apoio da Secretaria Municipal de Coordenação Política e Governança Local e do Rotary Club Sarandi. Na ocasião, dez patrulhas ambientais forma formadas, totalizando 120 estudantes da Escola Municipal de Ensino Fundamental Décio Martins Costa, com o objetivo de conscientizar a comunidade local sobre a importância da recuperação do arroio e o perigo que o acúmulo de lixo pode causar quando agravado por enchentes.
Os patrulheiros apresentaram uma peça teatral com temática voltada para a ecologia aos alunos da escola, enquanto uma banda formada por alunos, chamada "Alegria com Lixo", tocou instrumentos musicais feitos de sucata. Houve também um plantio coletivo de mudas de árvores nativas às margens do arroio.